# Organización Mundial de la Propiedad Intelectual
La Organización Mundial de la Propiedad Intelectual (OMPI) es un organismo especializado del Sistema de Naciones Unidas, creado en 1967 con la firma del Convenio que establece la Organización Mundial de la Propiedad Intelectual (conocido como Convención de Estocolmo). La OMPI está dedicada a fomentar el uso y la protección de las obras del intelecto humano. 
Con sede en Ginebra (Suiza), la OMPI es uno de los 16 organismos especializados del sistema de las Naciones Unidas. Tiene a su cargo la administración de 26 tratados internacionales que abordan diversos aspectos de la regulación de la propiedad intelectual. La Organización tiene 193 Estados miembros. Su actual director general es Daren Tang, natural de Singapur.

## Historia

### Periodo previo a las BIRPI

#### 1883 - Convenio de París para la Protección de la Propiedad Industrial
Durante la Exposición Universal de Viena de 1873 surgieron algunos conflictos sobre la falta de protección a las invenciones expuestas, lo que llevó a que los inventores estadounidenses no participaran, y a que Alemania y Austria comenzaran a presionar por una protección internacional de las patentes. Esto llevó a un primer congreso sobre protección industrial llevada a cabo en el Imperio austrohúngaro, en el mismo año de la exposición universal, a las que seguirían otras dos conferencias que acontecieron en París en 1878 y 1880.
Dichas discusiones culminarían en 1883 con la aprobación y firma del Convenio de París para la Protección de la Propiedad Industrial, el cual fue uno de los primeros tratados en materia de propiedad intelectual. En virtud del Convenio se constituyó una Unión para la protección de la propiedad industrial. El Convenio de París fue el primer acuerdo internacional para la protección de las obras de los creadores en otros países.
El Convenio se elaboró durante las conferencias diplomáticas celebradas en París en 1880 y 1883, y el 20 de marzo de 1883 la firmaron Bélgica, el Brasil, El Salvador, España, Francia, Guatemala, Italia, los Países Bajos, Portugal, Serbia y Suiza. El texto adoptado consistía en el propio convenio, que contenía 19 artículos, y el Protocolo Final (en francés Protocole de clôture), que poseía aproximadamente la misma extensión que el Convenio.
Para la aplicación del convenio se creó una oficina Internacional. Una de las dos que pasó a conformar las BIRPI y, posteriormente, la OMPI.

#### 1886 - Convenio de Berna para la Protección de las Obras Literarias y Artísticas
En 1858, el escritor francés Victor Hugo, convocó a un Congreso de Autores y Artistas en Bruselas, que pugnaba por la protección de las obras artísticas. Estos esfuerzos se cristalizarían luego, en 1878, cuando el escritor presentó la Asociación Literaria Internacional, luego llamada Asociación Literaria y Artística Internacional (Association littéraire et artistique internationale), la cual sostendría varias reuniones en 1879, en Londres; 1880, en Lisboa; 1881, en Viena; y 1882, en Roma. La última reunión sería el Congreso de Berna de 1883, el cual sostendría tres conferencias diplomáticas en los años subsecuentes hasta la finalización del texto y adopción del Convenio de Berna para la Protección de las Obras Literarias y Artísticas en septiembre de 1886. En aquella ocasión el convenio fue firmado por diez países: Bélgica, Francia, Alemania, Gran Bretaña, Haití, Italia, Liberia, España, Suiza y Tunisia.
El Convenio de Berna regula el derecho de autor y la protección de las obras artísticas, lo que incluye la literatura, la música, la pintura y otras obras plásticas, etcétera. Proporciona a los creadores formas de controlar la manera en que se utilizan sus obras, las condiciones del uso y quiénes pueden utilizarlas. El Convenio se funda en tres principios básicos: 1) el principio de trato nacional, que consiste en que las obras originarias en uno de los estados contratantes deberán ser objeto de la misma protección en todos y cada uno de los demás estados contratantes; 2) el principio de protección automática, que estipula que la protección es automática y no requiere ninguna formalidad; y, 3) el principio de independencia de la protección, la protección concedida en virtud del convenio es independiente de la existencia de protección en el país de origen de la obra.
La oficina Internacional creada para supervisar la aplicación del Convenio de Berna fue la segunda oficina que pasó a conformar las BIRPI.

#### 1891 - Arreglo de Madrid relativo al Registro Internacional de Marcas
En 1891, nueve de los 14 estados parte en el Convenio de París para la Protección de la Propiedad Industrial establecieron las primeras “disposiciones especiales para la protección de la propiedad industrial”. Junto con el Protocolo concerniente al Arreglo de Madrid (1989), se creó el Sistema de Madrid, el primer sistema internacional para facilitar el registro de marcas en varias jurisdicciones de todo el mundo.

### Las BIRPI
Las dos oficinas creadas para administrar el Convenio de Berna y el Convenio de París estaban sometidas a la supervisión estrecha del gobierno de la entonces Confederación Suiza. En 1893, el gobierno suizo las fusionó para conformar las Oficinas Internacionales Reunidas para la Protección de la Propiedad Intelectual (BIRPI, por sus siglas en francés: Bureaux internationaux réunis pour la protection de la propriété intellectuelle). Las BIRPI son las predecesoras directas de la Organización Mundial de la Propiedad Intelectual (OMPI) y estuvieron activas por 87 años.

### Constitución de la OMPI
La OMPI se creó oficialmente con arreglo al Convenio que establece la Organización Mundial de la Propiedad Intelectual, que entró en vigor el 26 de abril de 1970. Por eso, en dicha fecha, se celebra el Día Mundial de la Propiedad intelectual, en el que se sensibiliza acerca de la importancia de dichos derechos. La OMPI admitía a miembros que fueran parte en el Convenio de Berna o en el Convenio de París, a miembros de la Organización de las Naciones Unidas, de sus organismos especializados, del Organismo Internacional de Energía Atómica (OIEA) o de la Corte Internacional de Justicia (CIJ).
De conformidad con el artículo 3 del Convenio, la principal función de esta organización es “fomentar la protección de la propiedad intelectual en todo el mundo”.

### La OMPI ingresa en las Naciones Unidas
La OMPI se convirtió en un organismo especializado de las Naciones Unidas en 1974. La Asamblea General de la OMPI aprobó el acuerdo entre ambas organizaciones el 27 de septiembre de ese año y la Asamblea General de las Naciones Unidas, el 17 de diciembre. El acuerdo entró en vigor ese mismo día. El 21 de enero de 1975, el secretario general de las Naciones Unidas, Kurt Waldheim, y el director general de la OMPI, Árpád Bogsch, firmaron un protocolo que incluía el texto del acuerdo.
El Acuerdo entre las Naciones Unidas y la Organización Mundial de la Propiedad Intelectual señala, en su artículo 1, que la OMPI desempeñará las funciones siguientes:

"(...) promover, entre otras cosas, la actividad intelectual creadora y facilitar la transmisión de tecnología relativa a propiedad industrial a los países en desarrollo con el fin de acelerar el desarrollo económico, social y cultural, con sujeción a la competencia y las responsabilidades de las Naciones Unidas y sus órganos, en particular la Conferencia de las Naciones Unidas sobre Comercio y Desarrollo, el Programa de las Naciones Unidas para el Desarrollo y la Organización de las Naciones Unidas para el Desarrollo Industrial, así como la Organización de las Naciones Unidas para la Educación, la Ciencia y la Cultura y otros organismos del sistema de las Naciones Unidas."

El acuerdo representó la transición de la OMPI del mandato que heredó de las BIRPI en 1967, relativo al fomento de la protección de la propiedad intelectual, a otro que conllevaba la tarea más compleja de promover la transferencia de tecnología y el desarrollo económico.

## Servicios mundiales

### Tratado de Cooperación en materia de Patentes
En virtud del Tratado de Cooperación en materia de Patentes (PCT) de 1970, se creó un servicio para ayudar a las personas inventoras, las empresas y las instituciones a solicitar protección por patente a nivel internacional para sus invenciones, asimismo la OMPI brinda apoyo a las oficinas de patentes en relación con las decisiones de concesión de patentes y otorga acceso a la información técnica relativa a esas invenciones. Hasta abril de 2022, el PCT contaba con 157 países contratantes.

### Sistema de Madrid
El Sistema de Madrid para el registro internacional de marcas es un medio para solicitar la protección de las marcas en hasta 130 países de todo el mundo. El Sistema de Madrid, que se creó en 1891 y se rige por el protocolo concerniente al Arreglo de Madrid relativo al Registro Internacional de Marcas (1989). Para convertirse en miembros del Sistema de Madrid, los Estados o las organizaciones intergubernamentales deben ser parte en el Convenio de París para la Protección de la Propiedad Industrial (1883).

### Sistema de Lisboa
El Sistema de Lisboa para el registro internacional de las denominaciones de origen y las indicaciones geográficas ofrece un medio para obtener la protección internacional de indicaciones geográficas o denominaciones de origen. Las indicaciones geográficas y las denominaciones de origen son derechos de propiedad intelectual que distinguen los productos que proceden de una zona geográfica específica y que tienen unas características atribuibles a su origen geográfico. Con arreglo al Sistema de Lisboa, mediante un registro y el pago de un único conjunto de tasas, puede obtenerse protección en los demás países y en organizaciones intergubernamentales como la Unión Europea. Hasta el 6 de abril de 2023, 40 países estaban adheridos al Arreglo de Lisboa.
El Sistema de Lisboa se compone del Arreglo de Lisboa relativo a la Protección de las Denominaciones de Origen y su Registro Internacional de 1958 (conocido brevemente como “Arreglo de Lisboa”) y su revisión más reciente, el Acta de Ginebra del Arreglo de Lisboa relativo a las Denominaciones de Origen y las Indicaciones Geográficas de 2015 (el “Acta de Ginebra”). Los registros efectuados en virtud del Sistema de Lisboa se publican en el boletín oficial y pueden ser objeto de búsquedas mediante la base de datos Lisboa Express. 
Algunos ejemplos de denominación de origen e indicación geográfica registrados en virtud del Sistema de Lisboa son el queso Comté (Francia), la cerámica de Chulucanas (Perú), el tequila (México), el vino Oporto (Portugal), porcelana de Herend (Hungría) o la pimienta de Kampot (Camboya).

### Sistema de La Haya
El Sistema de La Haya para el Registro Internacional de Dibujos y Modelos Industriales constituye un mecanismo internacional para obtener la protección de hasta 100 diseños en varios países o regiones, por medio de una única solicitud internacional presentada en un solo idioma y mediante el pago de una tasa.
Las solicitudes internacionales de diseños se presentan directamente ante la OMPI de conformidad con los requisitos y procedimientos previstos en el Arreglo de La Haya. La protección del diseño concedida mediante los registros internacionales resultantes de la concesión de la protección está sujeta al marco jurídico nacional de cada parte contratante.

## Objetivos
La OMPI administra hoy 26 tratados (dos de ellos con otras organizaciones internacionales) y, por conducto de sus Estados miembros y de su Secretaría, lleva a cabo un exhaustivo y variado programa de trabajo con las siguientes finalidades: 
- Armonizar legislaciones y procedimientos nacionales en materia de propiedad intelectual;
- Prestar servicios de tramitación para solicitudes internacionales de derechos de propiedad industrial;
- Promover el intercambio de información en materia de propiedad intelectual;
- Prestar asistencia técnico-jurídica a los Estados que la soliciten;
- Facilitar la solución de controversias en materia de propiedad intelectual en el sector privado;
- Fomentar el uso de las tecnologías de la información y de Internet, como instrumentos para el almacenamiento, el acceso y la utilización de valiosa información en el ámbito de la propiedad intelectual.

La Organización desempeña asimismo una función cada vez mayor en la simplificación de los sistemas de registro de patentes y marcas, armonizando y facilitando los procedimientos. El Tratado sobre el Derecho de Marcas (TLT) de 1994 y el Tratado sobre el Derecho de Patentes (PLT), aprobado en el año 2000, simplifican y armonizan los procedimientos destinados a obtener y mantener, respectivamente, una marca y una patente en los países que son parte en los Tratados.

## Financiación
A diferencia de otros organismos de las Naciones Unidas, que dependen de las cuotas de los Estados miembros, la OMPI obtiene la mayor parte de sus ingresos de las tasas procedentes de los servicios mundiales de propiedad industrial que presta. En 2021, la OMPI obtuvo ingresos por 475.1 millones de francos suizos (CHF). De tales ingresos, los servicios que la OMPI presta en el marco del Tratado de Cooperación en materia de Patentes (PCT), representaron el 76.2% de los ingresos; en segundo lugar, los ingresos derivados del Sistema de Madrid, que aportó el 17.3% y, en tercero, del Sistema de La Haya, que aportó el 1.3% de los ingresos; el porcentaje restante es cubierto por las cuotas voluntarias y establecidas, los ingresos por el Sistema de Lisboa, servicios de arbitraje y mediación, publicaciones y otros ingresos.

## Organización interna y normatividad

### Asambleas de la OMPI
La Asamblea General de la OMPI y el Comité de Coordinación de la OMPI son los principales órganos de decisión dentro de la organización. Las 22 asambleas y demás órganos de los Estados miembros de la OMPI y de las Uniones administradas por la OMPI se reúnen cada año, en sesiones ordinarias o extraordinarias.
Entre las facultades de la Asamblea General se encuentran la de designar al director general, de quien también examina y aprueba sus informes; instruye al Comité de Coordinación; aprueba las disposiciones que proponga el director general respecto a la administración de los acuerdos internacionales de propiedad industrial; adopta el reglamento financiero de la OMPI; invita a nuevos estados no miembros a formar parte del convenio de la OMPI; y aprueba a estados y organizaciones para ser observadores de las reuniones.
El Comité de Coordinación está formado por los estados parte del Convenio de la OMPI que sean miembros del Comité Ejecutivo de la Unión de París o del Comité Ejecutivo de la Unión de Berna o de ambos Comités Ejecutivos. Su función principal es aconsejar a los restantes cuerpos de decisión de la OMPI sobre cuestiones administrativas y financieras, así como de otras cuestiones de interés común; también prepara las órdenes del día de la Asamblea; y, en caso de quedar vacante el puesto de director general, propone uno interino.
Las restantes asambleas corresponden a Conferencia y a las uniones administradas por la OMPI, como la Asamblea de la Unión de París, la Asamblea de la Unión de Viena, la Asamblea del Tratado de la OMPI sobre Derecho de Autor, Asamblea del Tratado de Marrakech, entre otras.

### Tratados administrados por la OMPI
La OMPI administra 26 tratados internacionales relativos a la propiedad intelectual y a su organización interna:
| Tratado | Fecha de adopción                       | Tipo                                   | Enlace al texto oficial vigente |
| --- | --------------------------------------- | -------------------------------------- | --- |
| Convenio que establece la Organización Mundial de la Propiedad Intelectual                                                                                                 | 28 de septiembre de 1979 (enmienda)     | Organización interna                   | Convenio que establece la Organización Mundial de la Propiedad Intelectual                                                                                                 |
| Tratado de Beijing sobre Interpretaciones y Ejecuciones Audiovisuales | 24 de junio de 2012                     | Protección de la propiedad intelectual | Tratado de Beijing sobre Interpretaciones y Ejecuciones Audiovisuales |
| Convenio de Berna para la Protección de las Obras Literarias y Artísticas                                                                                                  | 28 de septiembre de 1979 (enmienda)     | Protección de la propiedad intelectual | Convenio de Berna para la Protección de las Obras Literarias y Artísticas                                                                                                  |
| Convenio de Bruselas sobre la distribución de señales portadoras de programas transmitidas por satélite                                                                    | 21 de mayo de 1974                      | Protección de la propiedad intelectual | Convenio de Bruselas sobre la distribución de señales portadoras de programas transmitidas por satélite                                                                    |
| Arreglo de Madrid relativo a la represión de las indicaciones de procedencia falsas o engañosas en los productos                                                           | 14 de abril de 1891                     | Protección de la propiedad intelectual | Arreglo de Madrid relativo a la represión de las indicaciones de procedencia falsas o engañosas en los productos                                                           |
| Tratado de Marrakech para facilitar el acceso a las obras publicadas a las personas ciegas, con discapacidad visual o con otras dificultades para acceder al texto impreso | 27 de junio de 2013                     | Protección de la propiedad intelectual | Tratado de Marrakech para facilitar el acceso a las obras publicadas a las personas ciegas, con discapacidad visual o con otras dificultades para acceder al texto impreso |
| Tratado de Nairobi sobre la protección del Símbolo Olímpico | 26 de septiembre de 1981                | Protección de la propiedad intelectual | Tratado de Nairobi sobre la protección del Símbolo Olímpico |
| Convenio de París para la Protección de la Propiedad Industrial | 28 de septiembre de 1979 (enmienda)     | Protección de la propiedad intelectual | Convenio de París para la Protección de la Propiedad Industrial |
| Tratado sobre el Derecho de Patentes | 1 de junio de 2000                      | Protección de la propiedad intelectual | Tratado sobre el Derecho de Patentes |
| Convenio para la protección de los productores de fonogramas contra la reproducción no autorizada de sus fonogramas                                                        | 29 de octubre de 1971                   | Protección de la propiedad intelectual | Convenio para la protección de los productores de fonogramas contra la reproducción no autorizada de sus fonogramas                                                        |
| Convención de Roma sobre la protección de los artistas intérpretes o ejecutantes, los productores de fonogramas y los organismos de radiodifusión                          | 28 de septiembre de 1979 (enmienda)     | Protección de la propiedad intelectual | Convención de Roma sobre la protección de los artistas intérpretes o ejecutantes, los productores de fonogramas y los organismos de radiodifusión                          |
| Tratado de Singapur sobre el Derecho de Marcas | 27 de marzo de 2006                     | Protección de la propiedad intelectual | Tratado de Singapur sobre el Derecho de Marcas |
| Tratado sobre el Derecho de Marcas (TLT) | 27 de octubre de 1994                   | Protección de la propiedad intelectual | Tratado sobre el Derecho de Marcas (TLT) |
| Tratado de Washington sobre la Propiedad Intelectual respecto de los Circuitos Integrados (IPIC)                                                                           | 26 de mayo de 1989                      | Protección de la propiedad intelectual | Tratado de Washington sobre la Propiedad Intelectual respecto de los Circuitos Integrados (IPIC)                                                                           |
| Tratado de la OMPI sobre Derecho de Autor (WCT) | 20 de diciembre de 1996                 | Protección de la propiedad intelectual | Tratado de la OMPI sobre Derecho de Autor (WCT) |
| Tratado de la OMPI sobre Propiedad Intelectual, Recursos Genéticos y Conocimientos Tradicionales Asociados (GRATK)                                                         | 24 de mayo de 2024                      | Protección de la propiedad intelectual | Tratado de la OMPI sobre la propiedad intelectual, los recursos genéticos y los conocimientos tradicionales asociados                                                      |
| Tratado de la OMPI sobre Interpretación o Ejecución y Fonogramas (WPPT) | 20 de diciembre de 1996                 | Protección de la propiedad intelectual | Tratado de la OMPI sobre Interpretación o Ejecución y Fonogramas (WPPT) |
| Tratado de Budapest sobre el reconocimiento internacional del depósito de microorganismos a los fines del procedimiento en materia de patentes                             | 26 de septiembre de 1980 (enmienda)     | Registro                               | Tratado de Budapest sobre el reconocimiento internacional del depósito de microorganismos a los fines del procedimiento en materia de patentes                             |
| Arreglo de La Haya relativo al registro internacional de dibujos y modelos industriales                                                                                    | 28 de noviembre de 1960                 | Registro                               | Arreglo de La Haya relativo al registro internacional de dibujos y modelos industriales                                                                                    |
| Arreglo de Lisboa relativo a la Protección de las Denominaciones de Origen y su Registro Internacional                                                                     | 28 de septiembre de 1979 (modificación) | Registro                               | Arreglo de Lisboa relativo a la Protección de las Denominaciones de Origen y su Registro Internacional                                                                     |
| Arreglo de Madrid relativo al Registro Internacional de Marcas | 28 de septiembre de 1979 (modificación) | Registro                               | Arreglo de Madrid relativo al Registro Internacional de Marcas |
| Protocolo concerniente al Arreglo de Madrid relativo al Registro Internacional de Marcas                                                                                   | 12 de noviembre de 2007 (modificación)  | Registro                               | Protocolo concerniente al Arreglo de Madrid relativo al Registro Internacional de Marcas                                                                                   |
| Tratado de Cooperación en materia de Patentes (PCT) | 19 de junio de 1970                     | Registro                               | Tratado de Cooperación en materia de Patentes (PCT) |
| Arreglo de Locarno que establece una Clasificación Internacional para los Dibujos y Modelos Industriales                                                                   | 28 de septiembre de 1979 (enmienda)     | Clasificación                          | Arreglo de Locarno que establece una Clasificación Internacional para los Dibujos y Modelos Industriales                                                                   |
| Arreglo de Niza Relativo a la Clasificación Internacional de Productos y Servicios para el Registro de las Marcas                                                          | 28 de septiembre de 1979 (modificación) | Clasificación                          | Arreglo de Niza Relativo a la Clasificación Internacional de Productos y Servicios para el Registro de las Marcas                                                          |
| Arreglo de Estrasburgo relativo a la Clasificación Internacional de Patentes                                                                                               | 28 de septiembre de 1979 (enmienda)     | Clasificación                          | Arreglo de Estrasburgo relativo a la Clasificación Internacional de Patentes                                                                                               |
| Acuerdo de Viena por el que se establece una Clasificación Internacional de los elementos figurativos de las marcas                                                        | 1 de octubre de 1985 (enmienda)         | Clasificación                          | Acuerdo de Viena por el que se establece una Clasificación Internacional de los elementos figurativos de las marcas                                                        |

## Publicaciones y bases de datos
La OMPI publica cerca de 40 títulos al año que son traducidos y publicados en al menos los seis idiomas oficiales de las Naciones Unidas: árabe, chino, inglés, francés, ruso y español; sin embargo, en las publicaciones de mayor alcance, como la Revista de la OMPI, las traducciones se realizan hasta en ocho idiomas.
En los inicios de la OMPI, las publicaciones eran albergadas en una biblioteca tradicional, la cual, con un acervo que databa de 1885 con publicaciones periódicas de la BIRPI, predecesora de la OMPI, y poseía más de 30,000 libros y revistas. En 2019, comenzó un esfuerzo de digitalización de tales acervos a fin de ponerlos a disposición pública a través de su página web. De esa manera se creó el Centro de Conocimiento de la OMPI (WIPO Knowledge Repository).
Desde 2016, la OMPI adoptó el acceso abierto para todas sus publicaciones aplicando una licencia Creative Commons Atribución 3.0 IGO.

### Revista de la OMPI
La Revista de la OMPI (WIPO Magazine) es la principal publicación de la organización internacional. Fue lanzada en junio de 1998, para sustituir la anterior publicación Industrial Property and Copyright monthly review, y tras un rediseño en 2015 también se puso a disposición en formato digital. Desde 2019 se publica en ocho idiomas: los seis idiomas de la ONU más japonés y portugués. La revista se enfoca en temas de propiedad intelectual, innovación y creatividad. Desde enero de 2023, la publicación de la revista se realiza únicamente en formato digital.

### Índice Mundial de Innovación
El Índice Mundial de Innovación (Global Innovation Index), conocido como GII, por sus siglas en inglés, es una clasificación anual de los países en función de su capacidad y sus logros en materia de innovación. El índice tuvo su origen en 2007, como una publicación del INSEAD y la revista británica World Business. Desde 2011, la OMPI comienza a publicar el índice en colaboración con el INSEAD, luego sumaría a la Universidad de Cornell y otras instituciones.Para su creación, la OMPI toma en cuenta datos procedentes de varias fuentes, como la Unión Internacional de Telecomunicaciones, el Banco Mundial, el Foro Económico Mundial y otras organizaciones.

### Informe mundial sobre la propiedad intelectual
El Informe mundial sobre la propiedad intelectual es un análisis bianual de la OMPI, publicado por primera vez en 2011. Cada informe examina un tema diferente, centrándose en las tendencias referentes a un ámbito específico de la propiedad intelectual y la innovación. El informe emplea la metodología de análisis macroeconómicos e incluye estudios de casos para examinar el papel de la propiedad intelectual y otros intangibles en la economía mundial.

### Indicadores mundiales de propiedad intelectual
Desde 2009, la OMPI publica el reporte anual Indicadores mundiales de propiedad intelectual, en los que que ofrecen una amplia gama de indicadores estadísticos que abarcan diversos ámbitos de la propiedad intelectual. Los datos en los que se basa el reporte provienen de las oficinas nacionales y regionales de propiedad intelectual, la OMPI, datos de encuestas y de la industria.

### WIPO Lex
WIPO Lex es una base de datos mundial en línea creada en 2010, que proporciona acceso público y gratuito a leyes, tratados y decisiones judiciales sobre propiedad intelectual de todo el mundo. Para 2024, la base de datos WIPO Lex contenía 19,000 leyes de 200 jurisdicciones.

### PATENTSCOPE
PATENTSCOPE es una base de datos pública de patentes facilitada por la OMPI que sirve como fuente oficial de las solicitudes de patente presentadas en virtud del Tratado de Cooperación en materia de patentes  y abarca numerosas colecciones de patentes nacionales y regionales. En 2023 contenía más de 100 millones de documentos de patentes, incluidos 4.6 millones de solicitudes internacionales de patente publicadas.

## Día Mundial de la Propiedad Intelectual
En el año 2000, la asamblea general de la OMPI designó oficialmente el 26 de abril, día en que entró en vigor el Convenio de la OMPI en 1970, como el Día Mundial de la Propiedad Intelectual, el cual se celebró por primera vez en 2001.Desde entonces, cada año la OMPI propone un tema para la celebración, la cual se ha convertido en una de las principales campañas de divulgación de la propiedad intelectual en el mundo que busca "destacar el papel que desempeñan los derechos de PI, como patentes, marcas, diseños industriales, derecho de autor, para estimular la innovación y la creatividad".

## Directores generales

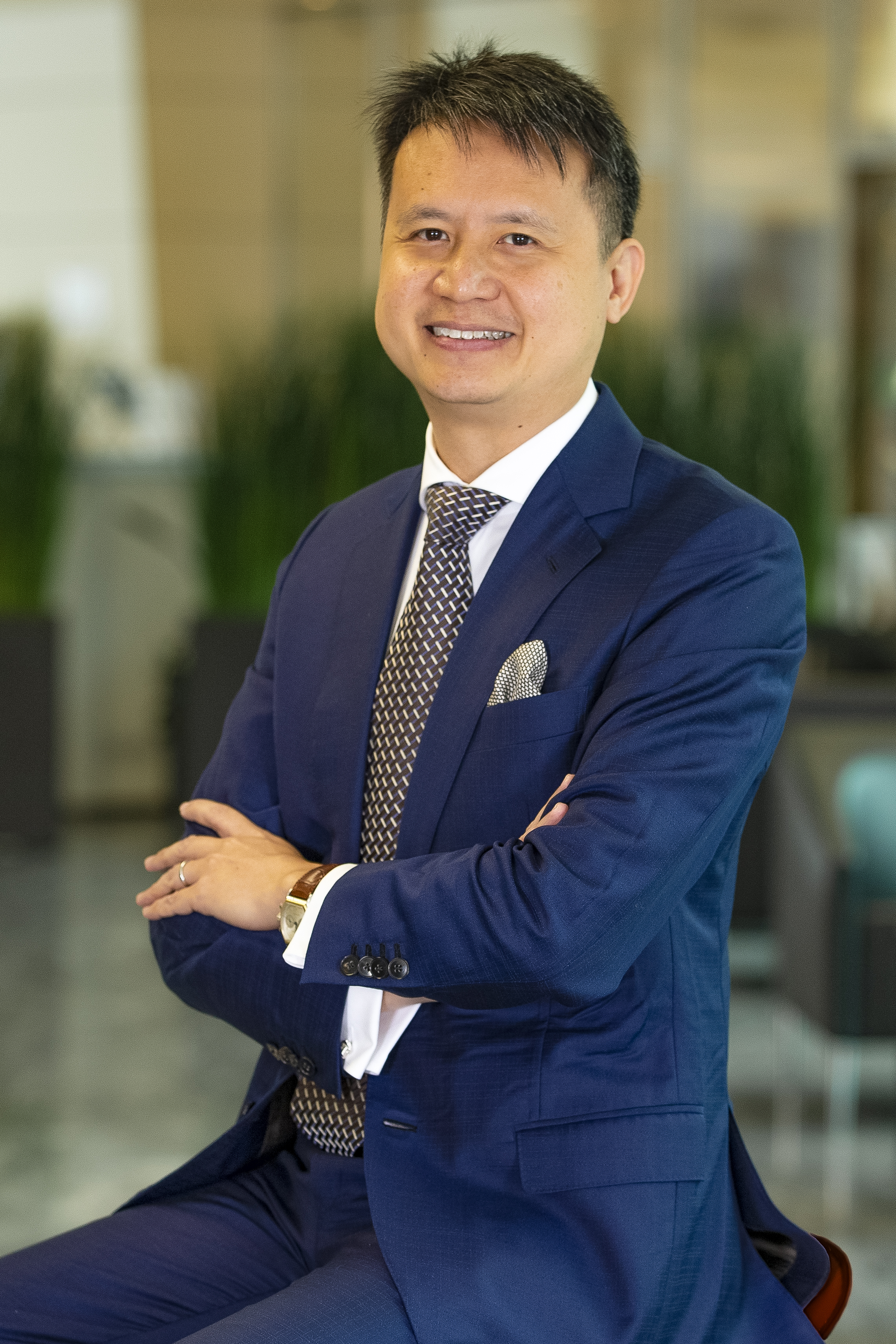
Daren Tang, de Singapur, es el director general de la OMPI desde 2020

Conforme al Convenio de la OMPI, los directores generales son designados por la Asamblea General a propuesta del Comité de Coordinación. El director general tiene a su cargo la Oficina Internacional, es el funcionario más alto de la OMPI y la representa, también tiene a su cargo llevar a cabo todas las determinaciones de la Asamblea General. La duración de dicho cargo no puede ser inferior a seis años y puede ser renovada en múltiples ocasiones. Tanto la duración del primer periodo como de los posteriores, es determinado por la Asamblea General.
Desde el 1 de octubre de 2020, el director general de la OMPI es el abogado Daren Tang, originario de Singapur, quien sucedió al australiano Francis Gurry.
| Término         | Nombre            | País de origen |
| --------------- | ----------------- | -------------- |
| 1970–1973       | Georg Bodenhausen | Países Bajos   |
| 1973–1997       | Árpád Bogsch      | Estados Unidos |
| 1997–2008       | Kamil Idris       | Sudán          |
| 2008–2020       | Francis Gurry     | Australia      |
| 2020–actualidad | Daren Tang        | Singapur       |